# RSN Kościerzyna
RSN Kościerzyna (Radiofoniczna Stacja Nadawcza Kościerzyna) – wieża radiotelewizyjna zlokalizowana w Kościerzynie przy ul. Sienkiewicza. Właścicielem jest EmiTel Sp. z o.o.

## Parametry
- wysokość zawieszenia systemów antenowych radiowych: 48 m n.p.t.

## Transmitowane programy

### Programy radiowe
| LP | Program       | Właściciel                  | Częstotliwość | Moc transmisji |
| -- | ------------- | --------------------------- | ------------- | -------------- |
| 1  | Radio Kaszëbë | Stowarzyszenie Ziemia Pucka | 90,10 MHz     | 1 kW           |